# روب وليامز (كاتب)
روب وليامز (بالإنجليزية: Rob Williams)‏ هو كاتب بريطاني، ولد في 1971.

## وصلات خارجية
- الموقع الرسمي